# Квинт Лароний
Квинт Ларо́ний (лат. Quintus Laronius; умер после 33 года до н. э.) — римский военачальник и политический деятель, консул-суффект 33 года до н. э. Принадлежал к окружению Гая Юлия Цезаря Октавиана, в 36 году до н. э., во время войны с Секстом Помпеем, командовал тремя легионами на Сицилии. Консулом-суффектом Квинт Лароний был назначен 1 октября 33 года до н. э. вместе с Луцием Виницием
Во фрагменте надписи, обнаруженном в Гиппониуме (Бруттий), Квинт Лароний именуется imperator iterum. Он мог быть провозглашён «Императором» по возвращении в Рим с Сицилии.